# كلية حوضية
الكُلية الحَوضية (بالإنجليزية: Pelvic kidney)‏ هي كُلى طبيعية تتواجد في الحوض بدلاً من البَطن، وَتحدث هذه الحالة أثناء تطور الجنين بسبب عدم صعود الكلية من منطقة الحوض إلى منطقة البطن، وعادةً ما تكون وظائف هذه الكلية طبيعية على الرغم من وجودها في الموقع الخاطئ، لذلك لا تعتبر هذه الحالة مؤذية ولكن من الممكن أن تحصل بعض المُضاعفات. غالباً ما يَعيش المُصاب بهذه الحالة طوال حياته دون العلم أنه مُصاب بها، ولكن في بعض الحالات يتم اكتشاف الأمر أثناء الولادة من خلال إجراء تخطيط الصدى للكُلى، أو يتم اكتشافها أثناء التشخيص في حال حدوث مُضاعفات مرضية بسبب هذه الحالة أو لأسباب أُخرى.

## الأسباب
أثناء تطور الجنين البشري تَفشل الكُلى التالية (Metanephric kidneys) بالصُعود نحوَ موقعها الطبيعي، وغالباً ما تتواجد عندَ حافة الحَوض، وهذا الخلل عادةً لا يُظهر أية أعراض أو مُضاعفات سريرية، والكُلى تكون سليمة وظيفياً. في بعض الأوقات قد تكون هذه الحالة مرتبطة بعدم التخلق المولري.